# محمدرضا نوری (ورزشکار)
محمدرضا نوری (زاده ۱۳۳۰ در بابل) بازیکن پیشین و مربی بسکتبال ایرانی است. وی از سال ۱۳۵۲ تا ۱۳۵۶ برای تیم پرسپولیس گرگان بازی می‌کرد و به همراه این تیم در اولین دوره جام ولیعهد در سال ۱۳۵۴ (بالاترین سطح لیگ بسکتبال باشگاهی مردان ایران) نائب قهرمان ایران شد.
وی هم‌اکنون مربی باشگاه بسکتبال کاله مازندران می‌باشد.
او برای سال‌ها مربی تیم ملی بسکتبال ایران بوده‌است و با تیم ایران بازی‌های آسیایی ۱۹۹۸ به مقام هفتم و در جام ملتهای آسیا ۱۹۸۳ در هنگ کنگ به مقام پنجمی رسید. او همچنین مربیگری تیم ملی بسکتبال جوانان ایران را برای سال ۲۰۱۶ برعهده دارد.